# مرعة صفراء
مرعة صفراء (الاسم العلمي: Coturnicops noveboracensis) هو نوع من فصيلة مرعة.